# Léodamas d'Acharnes
Pour les articles homonymes, voir Léodamas.
Léodamas  (en grec ancien Λεωδάμας / Leôdámas) est un orateur attique du IVe siècle av. J.-C..

## Notice biographique
Originaire du dème d’Acharnes, au nord d'Athènes, élève d'Isocrate, très peu de choses sont connues de cet auteur : il a joui d'une grande réputation et fut maître d’Eschine. Quelques titres de discours ont été conservés : Contre Thrasybule et Contre Callisthène.
Il intenta en -366 un procès politique à Callistratos et à Chabrias après la perte d'Oropos. Dans les débats concernant la politique extérieure d'Athènes, Callistratos et son entourage pensaient qu'il y avait plus à se méfier de Thèbes que de Sparte, après sa défaite à Leuctres, alors que Léodamas et Aristophon d'Azénia étaient du parti pro-thébain. Mais Callistratos fut acquitté et put poursuivre sa politique jusqu'à ce qu'un nouveau procès en ostracisme, vers -362/-361, le contraigne à l'exil.

### Sources
- (fr) Pierre Pellegrin (dir.) (trad. du grec ancien), Aristote : Œuvres complètes, Paris, Éditions Flammarion, 2014, 2923 p. (ISBN 978-2-08-127316-0)